# Phazaca coniferoides
Phazaca coniferoides är en fjärilsart som beskrevs av Holloway 1998. Phazaca coniferoides ingår i släktet Phazaca och familjen Uraniidae. Inga underarter finns listade i Catalogue of Life.